# Jean-Baptiste Chaigneau

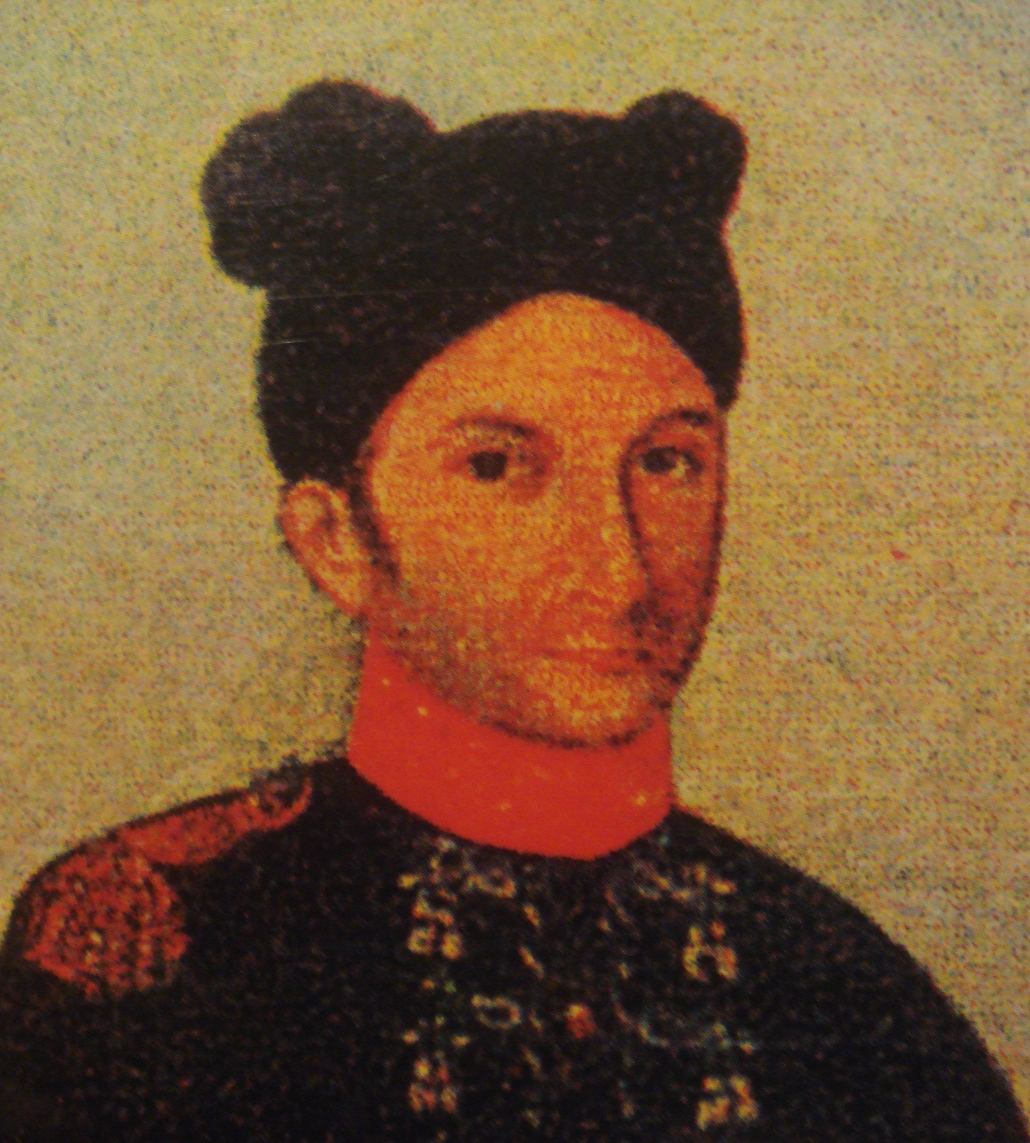
Jean-Baptiste Chaigneau

Jean-Baptiste Chaigneau was de zoon van een Bretonse edelman en de neef van de romantische dichter François René de Chateaubriand.
Hij kwam aan het einde van de 18e eeuw ten tijde van Tay Son rebellie met de Franse priester Pierre Pigneau de Behaine naar Vietnam (vanuit Pondicherry (India)) als kanonnier in de marine. Hier diende hij in het leger van Gia Long en hielp om de Tay Son rebellen te verslaan. Hierna besloot hij samen met 3 andere Fransen in Vietnam te blijven aan het keizerlijk hof. Als dank voor zijn goede diensten gaf de keizer hem een Vietnamese vrouw als bruid en benoemde hem tot mandarijn eerste klas. Hij werd regelmatig uitgenodigd in het keizerlijk paleis om speciale bijeenkomsten bij te wonen en werd zelfs per decreet uitgezonderd van het maken van de traditionele knieval voor de keizer. Maar Frankrijk onder Napoleon faalde om gebruik te maken van zijn bijzondere positie.
In 1819, na de oorlogen van Napoleon, gaat hij terug naar Europa om handelaren te interesseren in handel met Vietnam. Maar de keizer Gia Long stierf tijdens zijn reizen en diens opvolger Minh Mang stond niet open voor handel omdat hij Europese overheersing vreesde.